# Gymnostomiella burmensis
Gymnostomiella burmensis är en bladmossart som beskrevs av Edwin Bunting Bartram 1954. Gymnostomiella burmensis ingår i släktet Gymnostomiella och familjen Pottiaceae. Inga underarter finns listade i Catalogue of Life.